# Saros
Un saros (o un ciclo de saros) es un periodo de tiempo de 223 lunas (meses sinódicos), lo que equivale a 6585.32 días (aproximadamente 18 años, 11 días y 8 horas), tras el cual la Luna y la Tierra regresan aproximadamente a la misma posición en sus órbitas, y se pueden repetir los eclipses. Por definición un saros son 223 meses sinódicos (S) (periodo de una Luna nueva a la siguiente). Conocido desde hace miles de años, es una manera de predecir futuros eclipses. Como en el saros 136 hubo eclipse solar el 22 de julio de 2009, el próximo con la misma serie será el 14 de octubre del 2023. Un ciclo de Saros contiene 84 eclipses, 42 eclipses solares y 42 eclipses lunares.

## Historia
El registro histórico más antiguo que se ha descubierto acerca de los ciclos de saros se encuentra en la actual Irak: en los últimos siglos a. C., los caldeos (antiguos astrónomos babilónicos) ya sabían que los eclipses cumplían un ciclo de 18 años. En el Almagesto de Claudio Ptolomeo (100- c. 170), está registrado en capítulo 6 del libro IV el eclipse lunar total más antiguo observado y por los babilonios, seguramente la observación realizada desde un Zigurat u observatorio astronómico de aquella época, y con fecha el 19 / 03 / 721 a. C. En el capítulo 2 del Almagesto, Ptolomeo también expone una breve explicación, histórica, sobre el origen del ciclo de saros.
El descubridor de este ciclo de eclipses podría haber sido el astrónomo caldeo Beroso (350-270 a. C.). Así lo afirma Eusebio de Cesarea (275-339) en su libro Crónica, donde menciona por primera vez la palabra griega σάρος (saros).
La palabra sumeria/acadia šár era una de las antiguas unidades de medida en la Mesopotamia, y como un número parece haber tenido un valor de 3600.
En el mecanismo de Anticitera (87 a. C.) está integrado el cálculo mecánico del ciclo de saros.
En el Suda ―un léxico bizantino del siglo XI― se menciona el saros.
En 1691, Edmond Halley ―citando al Suda turco― también nombró saros al ciclo de eclipses.
En 1756, Guillaume Le Gentil señaló que la nomenclatura de Halley era errónea. Pero el nombre se siguió utilizando.
Para la festividad de Pascua de Resurrección (Cristiana) se puede determinar el Domingo Santo, luego de la Luna llena siguiente al Equinoccio de marzo (21/03 o 22/03), regla que se le atribuye al Papa Pío I (140-155).

## Razones de la eficacia del periodo saros
Es natural que un periodo que repita los eclipses sea un múltiplo de mes sinódico:
223S=6585,3211 días
Pero el período debe llevar el Sol a los nodos, así que debe ser múltiplo del mes draconítico (D):
242D=6585,3567 días
Pero las irregularidades del movimiento de la Tierra y especialmente de la Luna en su órbita son tan grandes, que ambos astros podrían estar alejados más de 9°. Estas desigualdades deben compensarse en un saros. Estas se deben a la anomalía media o ángulo que la Luna forma por el perigeo. Por fortuna un múltiplo del mes anomalístico (A) está cercano al saros:
239A=6585,5374 días
Es una suerte que un múltiplo común de S, D y A tan perfecto ocurra prácticamente al cabo de 18 años 11 días y 8 horas, por lo que la Tierra está prácticamente en el mismo punto de su órbita, es decir, a la misma distancia del Sol, haciendo las circunstancias aún más similares. Al terminar este período de tiempo se vuelven aproximadamente a las mismas longitudes eclípticas del Sol + 180° (centro de la Umbra) y de la Luna. Por ejemplo: el eclipse lunar del 15.06.2011 ocurrirá con similares características (Total) el 26.06.2029. El ciclo está relacionado con una vuelta completa de uno de los dos nodos lunares en movimiento retrógrado sobre la eclíptica y en un período de 18 años 11 días y 8 horas. Sin embargo, la fracción decimal (0.32) que no alcanza un día completo ocasiona que la Tierra rote aproximadamente un tercio de su revolución diaria, por lo que los eclipses no se producen en el mismo lugar en cada ciclo.

## Contenido de un saros
El saros comprende 18 años de eclipse, lo que implica que contiene 38 estaciones de eclipses que se suceden aproximadamente cada medio año. Como en cada estación ocurren dos o tres eclipses (de Sol y Luna incluyendo penumbrales), el saros presenta en promedio 42 eclipses de Sol y 42 de Luna. Los eclipses de Sol son 14 parciales y 28 centrales (totales, anulares o mixtos). Los eclipses de luna son 14 penumbrales, 14 parciales y 14 totales. Actualmente estamos en unos saros pobres (no alcanzan la media) y los próximos todavía lo serán más. Con el transcurso del tiempo evolucionan alcanzando la media y luego la sobrepasarán, todo ello con un ciclo de unos 600 años.

## Eclipses homólogos
Se llama eclipse homólogo a los eclipses que en saros consecutivos, ocurren en la misma lunación ―numerada de 1 a 223― y en condiciones casi idénticas. A lo largo de los periodos de saros, los eclipses no ocurren de manera idéntica sino que se producen pequeñas variaciones. Este es el motivo para que a lo largo de los períodos saros:
- hay eclipses que «nacen», si no hay un eclipse homólogo en el saros anterior.
- hay eclipses que «mueren», cuando no hay un eclipse homólogo en el saros posterior.

Puesto que de un saros al siguiente las condiciones de un eclipse cambian ligeramente, hay eclipses de poca fase que en el saros siguiente ya no son eclipses y por lo tanto se dice que el eclipse «muere». Si un eclipse no tiene homólogo en el saros precedente se dice que ha «nacido». Se le da poca importancia al evento del nacimiento o la muerte de un eclipse saros, simplemente porque los eclipses son pequeños. Solo los grandes eclipses maduros son importantes.[cita requerida]
Entre el nacimiento y la muerte de un eclipse homólogo trascurren 1200 años, en que el eclipse existe en el saros primero como un eclipse pequeño que va creciendo, hasta alcanzar una madurez de grandes eclipses y luego va disminuyendo hasta que se vuelve decrépito y muere.[cita requerida]
El número de nacimientos y muertes no se compensan y la riqueza del saros evoluciona con un periodo de 590 años.[cita requerida]

## Relación entre saros lunares y solares
Después de un eclipse solar o lunar dado, pasados 9 años y 5,5 días (medio saros) se producirá un eclipse que es lunar en lugar de solar, o viceversa.

## Listado de Saros
| Lunas Llenas sin Eclipses | Eclipses Lunares Totales | Eclipses Lunares Parciales | Eclipses Lunares Penumbrales | TOTAL LUNAS LLENAS |
| ------------------------- | ------------------------ | -------------------------- | ---------------------------- | ------------------ |
| 28012                     | 1974                     | 2430                       | 2372                         | 34788              |

| Lunas Llenas sin Eclipses | Eclipses Lunares Totales | Eclipses Lunares Parciales | Eclipses Lunares Penumbrales | TOTAL LUNAS LLENAS |
| ------------------------- | ------------------------ | -------------------------- | ---------------------------- | ------------------ |
| 179.5641026               | 12.65384615              | 15.57692308                | 15.20512821                  | 223                |

Tabla que contiene 156 Saros o períodos, cada uno (fila) de 223 Lunas llenas o 6586 días en total. El primer Saros se inicia con el año 721 a. C. (-721) y el último hasta el año 2092 d. C. En cada uno, también, ocurren eclipses lunares totales, parciales y penumbrales.
Cada celda contiene la imagen de una Luna llena, de un Eclipse Lunar Total, Parcial o Penumbral. Debajo, un número 29 o 30, correspondiente a la cantidad de días del mes lunar sinódico totalizando 6586 días por Saros (fila), y debajo de ellos la fecha en formato dd-mm, debajo el año. Tanto con la celda del Saros de arriba como con la celda del Saros de abajo hay una diferencia de 18 años 10, 11 o 12 días.
| Listado de saros desde el 721 a. C. hasta el 2092 d. C. |
| ------------------------------------------------------- |
|                                                         |

NOTA: el sistema de recuento de años antes del 1° año después de Cristo adoptado es aquel referido al sistema cartesiano donde el punto 0 (cero) corresponde al 01.01.01 a las 00:00 hs., entonces el año anterior al +1 (1 d. C.) es el -1 (1 a. C.), el siguiente que le precede es el -2 (2 a. C.), y así sucesivamente.
Otros autores determinan que el año 0 (1 a. C.) es el anterior al +1 (1 d. C.), el año -1 como el 2 a. C., el año -2 el 3 a. C., y así sucesivamente.